# Ли Юньди
Ли Юньди (кит. упр. 李云迪, пиньинь Lǐ Yúndí; род. 7 октября 1982, Чунцин) — китайский пианист, лауреат Конкурса пианистов имени Шопена (2000 год).

## Биография
Родился 7 октября 1982 года в Чунцине в семье рабочего-металлурга Ли Чуаня и государственной служащей Чжан Сяолу.
Несмотря на отсутствие музыкальных традиций в семье, с 4 лет стал играть на аккордеоне, и уже в пять лет одержал победу на детском конкурсе аккордеонистов в родном Чунцине. В возрасте семи лет переключился на фортепиано; в 9 лет начал учиться у известного китайского музыкального педагога Дань Чжаои (кит. 但昭义). На тот момент учитель не оценивал нового ученика как гения, отмечал, что пальцы у того короче, чем у многих сверстников, но при этом видел глубокое чувство музыки у мальчика.
В 1994 году начал учиться в неполной средней школе при Сычуаньской консерватории и уже через год занял третье место на Международном конкурсе пианистов имени Стравинского в Шампейне (США).
В 1996 году поступил в Шэньчжэньский институт искусств. Отметив способности Ли Юньди и учитывая материальные возможности его семьи (в это время мать мальчика уволилась с работы и переехала в Шэньчжэнь, чтобы сопровождать сына), руководство института взяло на себя расходы по участию пианиста в международных конкурсах. Также для него была составлена индивидуальная программа обучения.
В 1999 году занял третье место на Международном конкурсе пианистов имени Франца Листа в Утрехте (Нидерланды) и также третье — на Китайском международном конкурсе пианистов (кит. 中国国际钢琴比赛) в Пекине.
Заметным успехом стала победа в 2000 году на Конкурсе пианистов имени Шопена в Варшаве (Польша). Ли Юньди стал не только первым лауреатом этого конкурса из Китая, но и самым молодым лауреатом за всю его историю, а также первым за 15 лет, кто был удостоен первой премии конкурса. В 2015 году стал также самым молодым членом жюри этого конкурса.
После окончания в 2001 году Шэньчжэньского института искусств поступил в Ганноверскую Высшую школу музыки и театра, где занимался у Арье Варди.
В 2010 году правительство Польши наградило Ли Юньди серебряной медалью «За заслуги в культуре Gloria Artis».
В 2012 году стал самым молодым преподавателем Сычуаньской консерватории.
Работал со звукозаписывающими компаниями Deutsche Grammophon и EMI Classics.